# Verwaltungsgebäude des Ministeriums für Straßenbau
Das Verwaltungsgebäude des Ministeriums für Straßenbau ist ein Gebäude in Tiflis in Georgien. Es wurde 1975 nach Entwürfen der Architekten  Giorgi Tschachawa und Surab Dschalagonia errichtet. In den Jahren 2010 bis 2011 wurde es zum Hauptsitz der Bank of Georgia umgebaut und wird seitdem als dieser genutzt. Es zählt zu den bedeutendsten Bauwerken der sozialistischen Moderne in Georgien.

## Beschreibung
Das Grundstück liegt außerhalb des Stadtzentrums an der Kura. Es fällt sehr steil von Westen nach Osten ab. Das Gebäude ist aufgeständert, die Landschaft „fließt“ ungehindert darunter hindurch, inklusive eines kleinen Bachs. Es ist weithin sichtbar, drei Ausfallstraßen nach Norden führen daran vorbei; die Erschließung erfolgt von beiden Seiten des Grundstücks.
Der Baukörper besteht aus fünf horizontalen, zweigeschossigen Gebäuderiegeln. Sie wirken, als wären sie übereinander gestapelt worden. Drei verlaufen in Ost-West-Richtung, quer zum Hang und zwei in Nord-Süd-Richtung, längs zum Hang. Sie kragen weit über die darunterliegenden Riegel aus. Das Gebäude lastet auf drei Gebäudekernen, die die horizontalen Riegel vom Grund abheben. Sie enthalten die vertikale Erschließung. Der höchste Kern hat 18 Geschosse. Das Tragwerk besteht aus Stahl und Stahlbeton und gründet auf massivem Fels.
Die Grundfläche beträgt – nach der Erweiterung von 2011/2012 – 13.500 Quadratmeter. Neben den Büroflächen gibt es eine Cafeteria und ein Fitnessstudio.

## Geschichte
Zum Zeitpunkt der Planung war Tschachawa Minister für Straßenbau und damit verantwortlicher Vertreter des Bauherren und leitender Architekt in einer Person. Das Grundstück konnte er selbst aussuchen. Der Auftrag wurde direkt vom Staat vergeben, ohne einen vorherigen Architektenwettbewerb, damit handelte es sich um einen der ersten individuellen Architektenentwürfe in Georgien während der Zeit in der Sowjetunion. Beteiligt an der Planung war der Ingenieur Temur Tchilawa. Die Baukosten betrugen sechs Millionen Rubel.
Nach dem Zerfall der Sowjetunion zog das Ministerium um die Jahrtausendwende aus. 2006 wurde das Gebäude von der Bank of Georgia gekauft. Aufgrund der zu erwartenden hohen Renovierungskosten und des schlechten Images (Ablehnung der Sozialistischen Vergangenheit und der Architekturmoderne im Allgemeinen) zögerte die Bank, die Arbeiten zur Nutzung als Hauptquartier anzugehen. Daher stand es bis 2010 ungenutzt leer.
2007 wurde das Bauwerk als Nationales Monument unter Denkmalschutz gestellt.
Im April 2010 beschloss der Bankvorstand – ermutigt durch aktuelle Planungen von OMA (The Interlace, 2009) und die internationale Aufmerksamkeit – die Renovierungsarbeiten im Sommer 2010 zu beginnen. Im Juli 2010 fand in dem Gebäude eine Sommerakademie unter dem Titel Frozen Moments: Architecture Speaks Back. Research & Leisure mit Künstlern, Akademikern, Architekten, Kuratoren, Wirtschaftsfachleuten und Einwohnern von Tiflis statt.
Die Umbauarbeiten zum Hauptquartier der Bank wurden 2011 abgeschlossen. Nach einer Erweiterung um einen 11 Meter hohen Glaskubus, der als Haupteingang dient, werden nun 16 Abteilungen mit 600 Angestellten beherbergt.

## Architektur

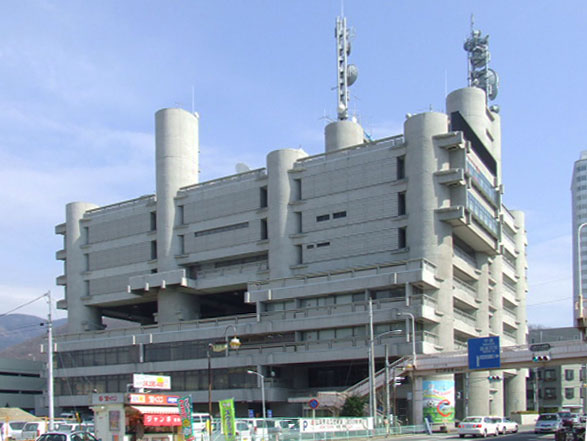
Kommunikationszentrum in Kōfu in der Präfektur Yamanashi,

Der Entwurf basiert auf einem in Georgien patentierten Muster, der sogenannten Raumstadt. Idee ist es, durch die Aufständerung weniger Grundfläche zu verbrauchen, so dass der Raum unter dem Gebäude der Natur zurückgegeben werden kann. Nach Angaben des Architekten beruht das Konzept auf dem Prinzip des Waldes, die Gebäudekerne entsprechen den Baumstämmen, die Riegel den Baumkronen. Zwischen Grund und der Baumkrone gibt es offene, lichte Freiräume. Die Anwendung dieses Prinzips auf das Gebäude soll zum psychischen Wohlbehagen und dem Wohlbefinden der Nutzer beitragen. Tschachawa wendete das Prinzip auch später bei anderen Entwürfen an, die allerdings nicht realisiert wurden.
Die Idee, dass die Landschaft unter dem Gebäude „hindurchfließt“ und relativ unberührt bleibt, wurde auch von anderen Architekten verfolgt. Theoretisch beschäftigte sich Le Corbusier mit dem „Haus auf Stützen/Pilotis“ und setzte dies zum Beispiel bei der Unité d’Habitation ab 1947 um. Auf einmalige Weise wurde die Idee von Frank Lloyd Wright bei Fallingwater 1935 verwirklicht. Glenn Murcutt setzte das Sprichwort „Diese Erde leicht berühren“ („Touch This Earth Lightly“) in einigen seiner Entwürfe praktisch um. Ein zeitgenössisches Beispiel ist das Musée du quai Branly von Jean Nouvel, bei dem unter dem Gebäude ein Garten liegt.
Der Entwurf greift Ansätze der russischen Konstruktivisten aus den 1920er Jahren auf. Der Architekt El Lissitzky entwarf mit seinem Wolkenbügel von 1924 eine formal ähnliche Struktur, bei der Gebäudekern und Büroflächen in vertikale und horizontale Bauteile zerlegt werden. Der Wolkenbügel wurde aus einem ideellen Ansatz heraus entwickelt, als Antithese zum Wolkenkratzer.
Das Gebäude kann aufgrund des Einsatzes von Sichtbeton und der klaren, geometrischen Körper dem Brutalismus zugeordnet werden. Das Konzept der Raumstadt zeigt jedoch enge Verbindungen zum Strukturalismus. Im Spannungsfeld dieser Bewegungen entstanden auch in anderen Ländern ähnliche Gebäude. Beispiele sind das Yamanashi Kommunikationszentrum in Kōfu von Kenzō Tange oder Habitat 67 von Mosche Safdie, beide 1967 fertiggestellt.
Es lassen sich auch formale Bezüge zwischen Architektur und Nutzung herstellen. Kultermann spricht von einer „Konstruktionsform […], die einer inhaltsbetonten Lösung am meisten gemäß war“ und meint damit die formale Assoziation zu Brücken und Straßen.